# Italiaanse Oorlog (1542-1546)
De Italiaanse Oorlog van 1542-1546 was een krijgsfase in de langdurige Oorlog tussen de Habsburgers en de Valois (1494-1559), waarin koning Frans I van Frankrijk en sultan Suleyman I van het Ottomaanse Rijk streden tegen keizer Karel V van het Heilige Roomse Rijk en koning Hendrik VIII van Engeland. De voornaamste gevechten vonden plaats in Italië, Frankrijk en de Nederlanden. Ook werden er invasiepogingen ondernomen in Spanje en Engeland. De oorlog putte de staatskassen van de strijdende partijen uit, zonder een beslissing te forceren.
De Vrede van Nice tussen Karel V en Frans I had in 1538 de vorige oorlogsfase beëindigd, met name de conflicterende aanspraken op het hertogdom Milaan. Toen Frans I een geschikt voorwendsel zag, verklaarde hij Karel in 1542 weer de oorlog. De gevechten begonnen in de Nederlanden. In 1543 begon de Frans-Ottomaanse alliantie met het Beleg van Nice, alsook met een reeks aanvallen in het noorden van Italië, wat uiteindelijk leidde tot de Slag bij Ceresole. Hierna vielen Karel V en Hendrik VIII Frankrijk binnen, maar door tegenvallende resultaten, zoals de lange belegeringen van Boulogne en Saint-Dizier, bleef een beslissing uit.
In het najaar van 1544 kwamen Karel V en Frans I tot de Vrede van Crépy, maar de dood van Frans' jongste zoon Karel, die volgens het verdrag moest trouwen met een familielid van de keizer, zette de overeenkomst weer op losse schroeven. Hendrik VIII wilde het pas veroverde Boulogne niet teruggeven aan de Fransen en zette de oorlog alleen voort. In 1546 bracht het Verdrag van Ardres uiteindelijk vrede tussen Frankrijk en Engeland. 
De dood van Frans I en Hendrik VIII begin 1547 liet de laatste oorlogsfase (1551-1559) aan hun opvolgers.

## Aanloop
Het Verdrag van Nice dat de vorige Italiaanse Oorlog van 1536-1538 had beëindigd bood niet voldoende oplossing voor het conflict tussen het Heilige Roomse Rijk en Frankrijk. Hoewel de vijandelijkheden wel waren beëindigd en er sprake was van een voorzichtig bondgenootschap had geen van de partijen gekregen wat ze wilden. Frans I ging door met het geldelijk maken van zijn aanspraken op het hertogdom Milaan waar hij, volgens hem door familiebanden recht op had. Tegelijkertijd stond Karel V erop dat Frans I zich aan de afspraken uit het Verdrag van Madrid hield. Het verdrag was afgedwongen tijdens de gevangenschap van Frans I in Spanje na de Italiaanse Oorlog van 1521-1526. Er waren ook nog andere slepende conflicten zoals Karels claim op Bourgondië en Frans' claim op het koninkrijk Napels en het graafschap Vlaanderen.

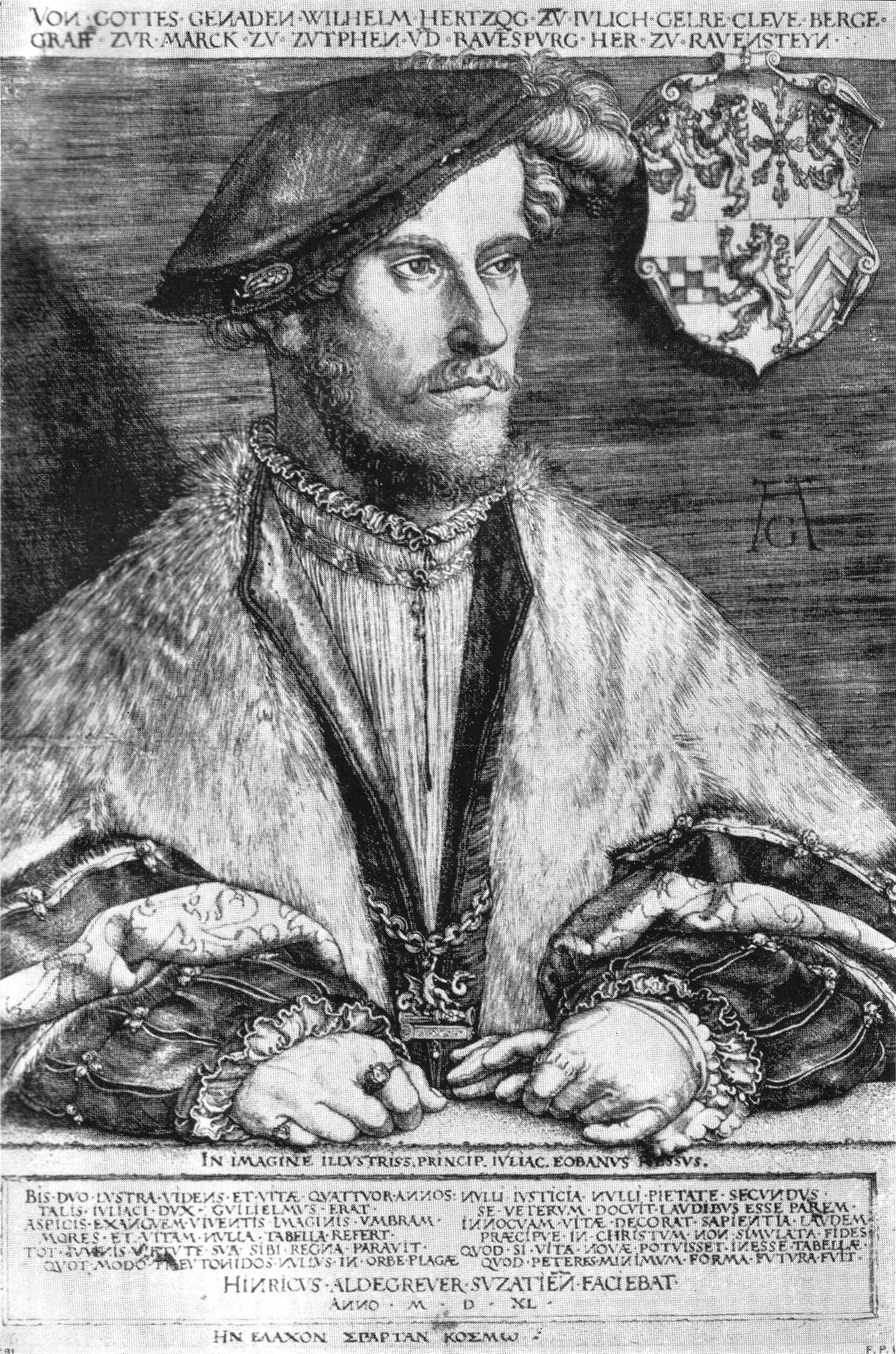
Willem Kleef, hertog van Gulik, Kleef en Berg.

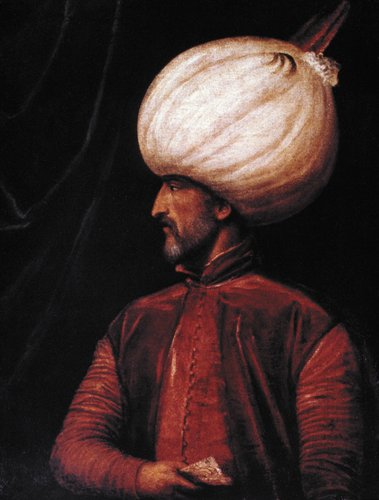
Suleyman I van het Ottomaanse Rijk

De onderhandelingen tussen beide grootmachten vonden plaats in 1538 en 1539. In 1539 werd Karel V door Frans I uitgenodigd om vanuit Spanje door Frankrijk naar de Nederlanden te reizen. Karel had namelijk te maken met een Opstand in Gent. Karel V maakte gebruik van het aanbod en werd hartelijk ontvangen aan het Franse hof. Tijdens zijn bezoek aan het Franse hof was hij bereid om het over de opkomende reformatie te hebben die steeds meer aanhang vond. Karel was niet besluitvaardig en vertrok weer zonder concrete afspraken te maken.
In maart 1540 stelde Karel V voor om het probleem op te lossen door een verbintenis tussen beide vorstenhuizen middels een huwelijk tussen zijn dochter, Maria van Spanje, en de jongste zoon van Frans I, Karel van Orléans. Na de dood van Karel V zou het echtpaar dan de Nederlanden, Bourgondië en Charolais erven. Frans I liet zijn aanspraken op het hertogdom Milaan en Savoye vallen zoals afgesproken in de verdragen van Madrid en Kamerijk en moest zich aansluiten bij het bondgenootschap van Karel V.
Frans I vond het verlies van het hertogdom Milaan een te groot offer voor een toekomstig bezit van de Nederlanden. Hij kwam op 24 april met een tegenvoorstel, Hij zou zijn aanspraken op Milaan opgeven in ruil voor het onmiddellijke bezit van de Nederlanden. De onderhandelingen gingen weken door zonder vooruitgang en in juni 1540 werd de onderhandelingstafel verlaten.
Frans begon nieuwe bondgenoten te zoeken in zijn strijd met Karel V. Hertog Willem van Kleef, die met Karel V verwikkeld was in de Gelderse oorlogen, sloot een verbond met Frans I en bekrachtigde dit door te trouwen met de nicht van Frans, Johanna van Albret (weliswaar na vier jaar geannuleerd). 
Ook zocht Frans steun bij het Schmalkaldisch Verbond, maar dat maakte bezwaar. In 1542 hadden de overige mogelijke bondgenoten in Noord-Duitsland een akkoord met de keizer bereikt. 
Verder naar het oosten boekte Frans I meer succes met het zoeken naar bondgenoten: hij hernieuwde de samenwerking met het Ottomaanse Rijk van Süleyman I. Ze spraken af om Karels aandacht af te leiden van de Ottomaanse successen in Hongarije. Hierdoor raakten Karel V en Frans I verder in conflict verwikkeld, hoewel de Vrede van Nice nog overeind bleef.
Op 4 juli 1541 liet de keizerlijke gouverneur in Lombardije, Alfonso de Avalos, de Franse gezanten Antoine de Rincon en Cesare Fregoso bij Pavia vermoorden. De eerste was onderweg naar Constantinopel om het alliantie-aanbod van de sultan te aanvaarden. Hoewel de aanslag inging tegen uitdrukkelijke instructies van de keizer, wees hij Avalos niet terecht en organiseerde hij een slechte doofpotoperatie, inclusief een 'ontsnapping' van de moordenaars.
Frans I protesteerde hevig en nam Karels oom Joris van Oostenrijk gevangen. De keizer bleef ontkennen iets met het incident van doen te hebben en stemde slechts met tegenzin in met arbitrage door paus Paulus III. Karel was ook verwikkeld in een strijd in Noord-Afrika en kon een oorlog met Frankrijk niet gebruiken. 
Tegen het einde van september 1541 was Karel V in Majorca om een aanval op Algiers voor te bereiden. Frans I beloofde zijn keizerlijke geloofsgenoot niet de oorlog te verklaren zolang deze strijd leverde tegen de Barbarijse zeerovers van Algiers. De expeditie naar Algiers was een mislukking: door een storm werd een groot deel van Karels leger vernietigd en Karel keerde met de overgebleven troepen terug naar Spanje in november. Op 8 maart 1542 keerde de nieuwe Franse ambassadeur, Antoine Escalin des Eymars, terug vanuit Constantinopel met beloftes van steun van het Ottomaanse Rijk in een oorlog tegen Karel V. Frans I verklaarde Karel V op 12 juli 1542 de oorlog, onder opgave van verschillende redenen, waaronder de moord op zijn gezanten.

## De eerste wapenfeiten en het Verdrag van Venlo
De Fransen startten gelijk met een offensief op twee fronten tegen Karel V. In het noorden viel de hertog van Orléans Luxemburg binnen en veroverde hij al snel de stad Luxemburg. In het zuiden was een groter leger onder het bevel van Claude d'Annebault en de dauphin Hendrik minder succesvol met het beleg van de stad Perpignan in het noorden van Spanje. Frans I was zelf in La Rochelle en had te maken met een opstand van het volk door belastinghervormingen. Ondertussen bereikte de relatie tussen Frans I en Hendrik VIII ook een dieptepunt. Hendrik stoorde zich al tijden aan de weigering van de Fransen om verschillende schadevergoedingen vastgesteld in eerdere verdragen te betalen en kreeg nu te maken met Franse bemoeienissen in Schotland. Hendrik had de intentie om zijn zoon te laten trouwen met Maria van Schotland, wat uiteindelijk zou uitlopen op een ander conflict.
Hendrik was van plan om een oorlog te beginnen tegen Frans I in de zomer van 1543, maar de onderhandelingen met Karel V over een samenwerking liepen moeizaam. Aangezien Hendrik in de ogen van Karel V een ketter was, sinds zijn afscheiding van de Rooms-Katholieke kerk, kon Karel hem niet de belofte doen om hem te steunen bij een eventuele aanval of dit bevestigen middels een verdrag waarin naar Hendrik werd verwezen als hoofd van de Engelse kerk, twee zaken die Hendrik van Karel V eiste. Onderhandelingen sleepten weken aan, tot Hendrik en Karel op 11 februari 1543 overeen kwamen dat ze binnen de twee jaar gezamenlijk Frankrijk zouden binnenvallen. In mei 1543 stuurde Hendrik een ultimatum naar Frans I waarin hij dreigde binnen 20 dagen de oorlog te verklaren. Op 22 juni verklaarde hij deze ook.

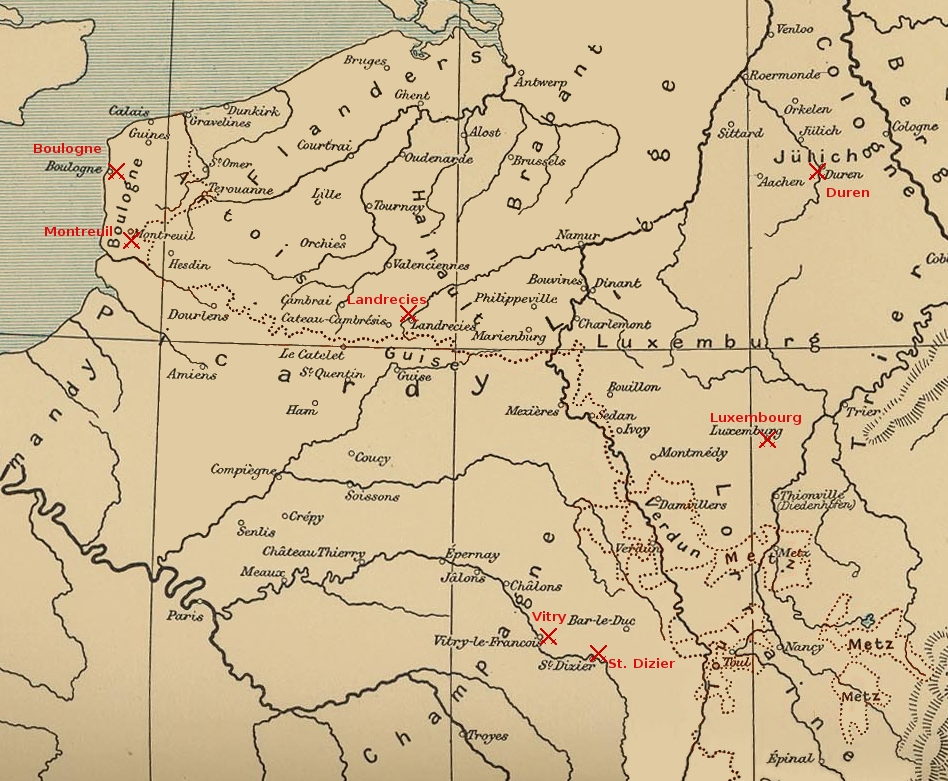
Kaart met de locaties van de veldslagen in de Nederlanden en Frankrijk.

Vijandelijkheden laaiden nu op in het noorden van Frankrijk. Op bevel van Hendrik stak John Wallop het Kanaal over naar Calais om met een leger van 5000 man de Nederlanden te verdedigen. De Fransen onder het bevel van Anton van Bourbon, hertog van Vendôme, hadden in april Lillers ingenomen. In juni had Claude d'Annebault ook Landrecies ingenomen. Willem van Kleef koos openlijk de zijde van Frans I en startte een invasie van Brabant. Ook braken er gevechten uit in Henegouwen en Artesië. Frans zelf wachtte met zijn leger af in de buurt van Reims. Ondertussen antwoordde de keizer met een aanval op het grondgebied van Willem van Kleef, het hertogdom Gulik, en bezette Düren.
Verontrust over het lot van zijn bondgenoot, beval Frans de hertog van Orléans en d'Annebault de aanval te openen op Luxemburg, dat ze op 10 september innamen. Deze actie kwam echter te laat, want Willem van Kleef had zichzelf inmiddels al gewonnen gegeven op 7 september en ondertekende het Traktaat van Venlo. In dit verdrag droeg Willem zijn aanspraken op Gelre en Zutphen over aan Karel V en verbond hij zich ertoe hem te helpen de reformatie te onderdrukken. Karel was nu van plan om Landrecies te ontzetten en zo een confrontatie met Frans I op te zoeken. De Franse verdedigers van de stad, onder het bevel van Martin du Bellay, sloegen de aanvallen af, maar Frans trok zich op 4 november terug naar Saint-Quentin en maakte de weg vrij voor Karel om door te gaan naar het noorden en Kamerijk te belegeren.

## Nice en Lombardije

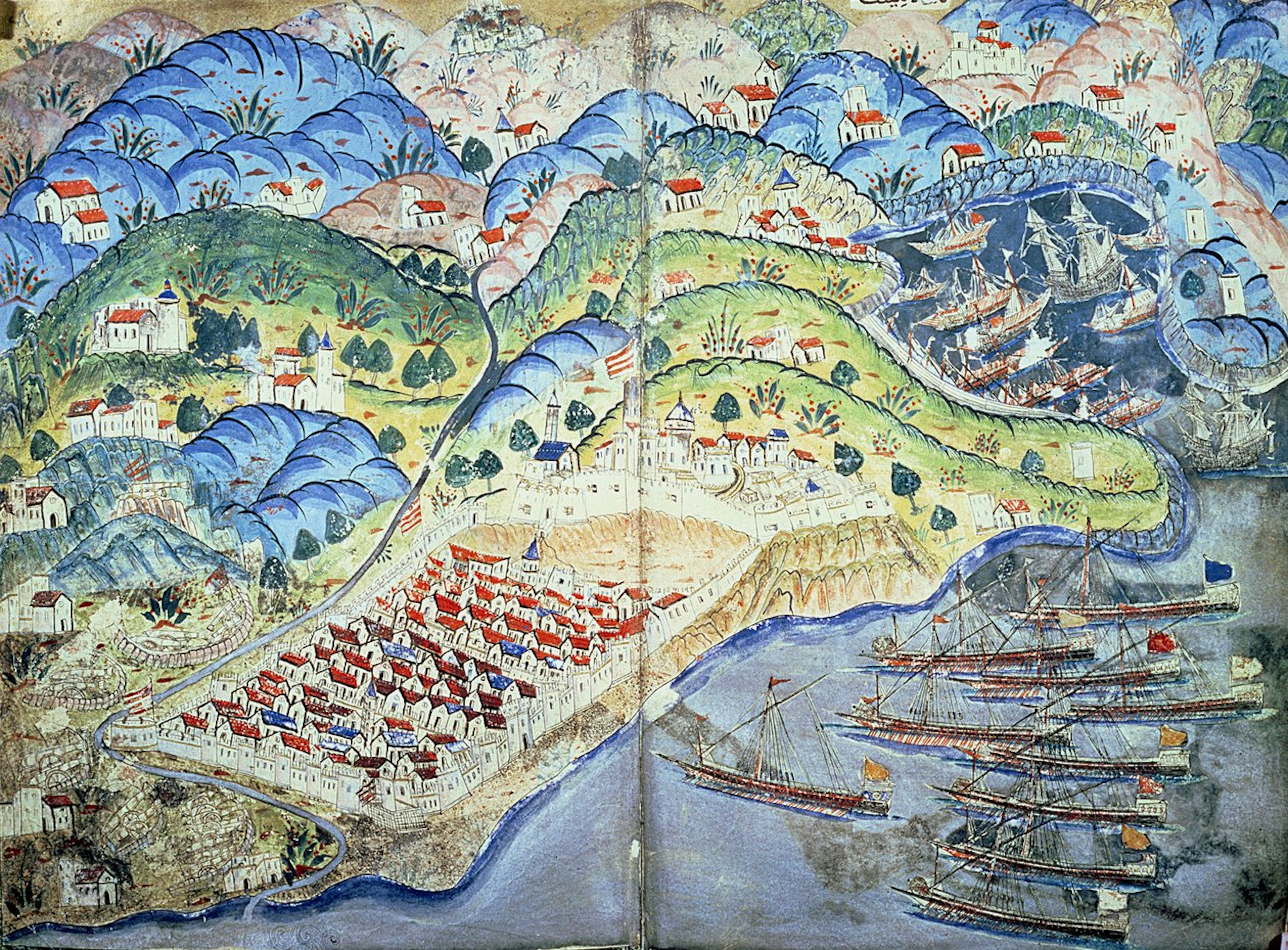
Ottomaanse voorstelling van het beleg van Nice (16e eeuw)

In het Middellandse Zeegebied waren ondertussen andere activiteiten begonnen. In april 1543 had de sultan zijn vloot onder het bevel van Khair ad Din, Barbarossa ter beschikking gesteld van de Franse koning. Barbarossa verliet de Dardanellen met meer dan honderd galeien richting de Italiaanse kust. In juli arriveerde Barbarossa in Marseille waar hij verwelkomd werd door de graaf van Edingen, bevelhebber van de Franse vloot. Op 6 augustus ging de gecombineerde vloot voor de kust van de keizerlijke stad Nice voor anker en bereidde een landing van de troepen voor. De belegering van Nice volgde waarna zij op 22 augustus in Franse handen viel. Wel hield de citadel van de stad stand tot de bezetting op 8 september opgeheven werd.  
Barbarossa was na dit moment niet betrouwbaar meer voor de Fransen, op 6 september had hij gedreigd te vertrekken als zijn vloot niet bevoorraad werd. Barbarossa bedreigde Frans I dat de bevolking van Toulon, met uitzondering van gezinshoofden, zouden worden verbannen en dat de stad door Barbarossa zou worden gebruikt als basis voor zijn leger van 30.000 manschappen voor 8 maanden. Frans I was door dit dreigement in verlegenheid gebracht door de Ottomanen en weigerde het verzoek in te willigen. Ook weigerde hij Barbarossa te helpen bij de herovering van Tunis. Barbarossa vertrok in mei naar Constantinopel met vijf Franse galeien onder het bevel van Antoine Escalin des Aimars. Onderweg plunderden ze de kust van Napels.    
Ondertussen was in Piëmont een patstelling ontstaan tussen de Fransen onder het bevel van Boutières en het keizerlijke leger onder Alfonso d'Avalos.
De keizerlijke troepen hadden het fort van Carignano veroverd en de Fransen belegerden het om het keizerlijke leger te dwingen tot ontzet. In de winter van 1543-1544 had Frans I zijn leger versterkt met de graaf van Edingen als legerleider. De keizerlijke troepen waren ook zwaar versterkt en wisten Carignano te ontzetten. Op 11 april 1544 troffen beide partijen in een van de weinige veldslagen in deze periode bij Ceresole. Alhoewel de Fransen een overwinning behaalden werden ze door de op handen zijnde invasie van Frankrijk door Karel V en Hendrik VIII gedwongen troepen terug te trekken uit Piëmont. De graaf van Edingen bleef achter zonder de troepen die hij nodig had om Milaan te veroveren. De overwinning van het keizerlijke leger op een Italiaans huurlingenleger in Franse dienst in de slag bij Serravalle in het begin van juni 1544 bracht de Franse campagne in Italië tot een einde.

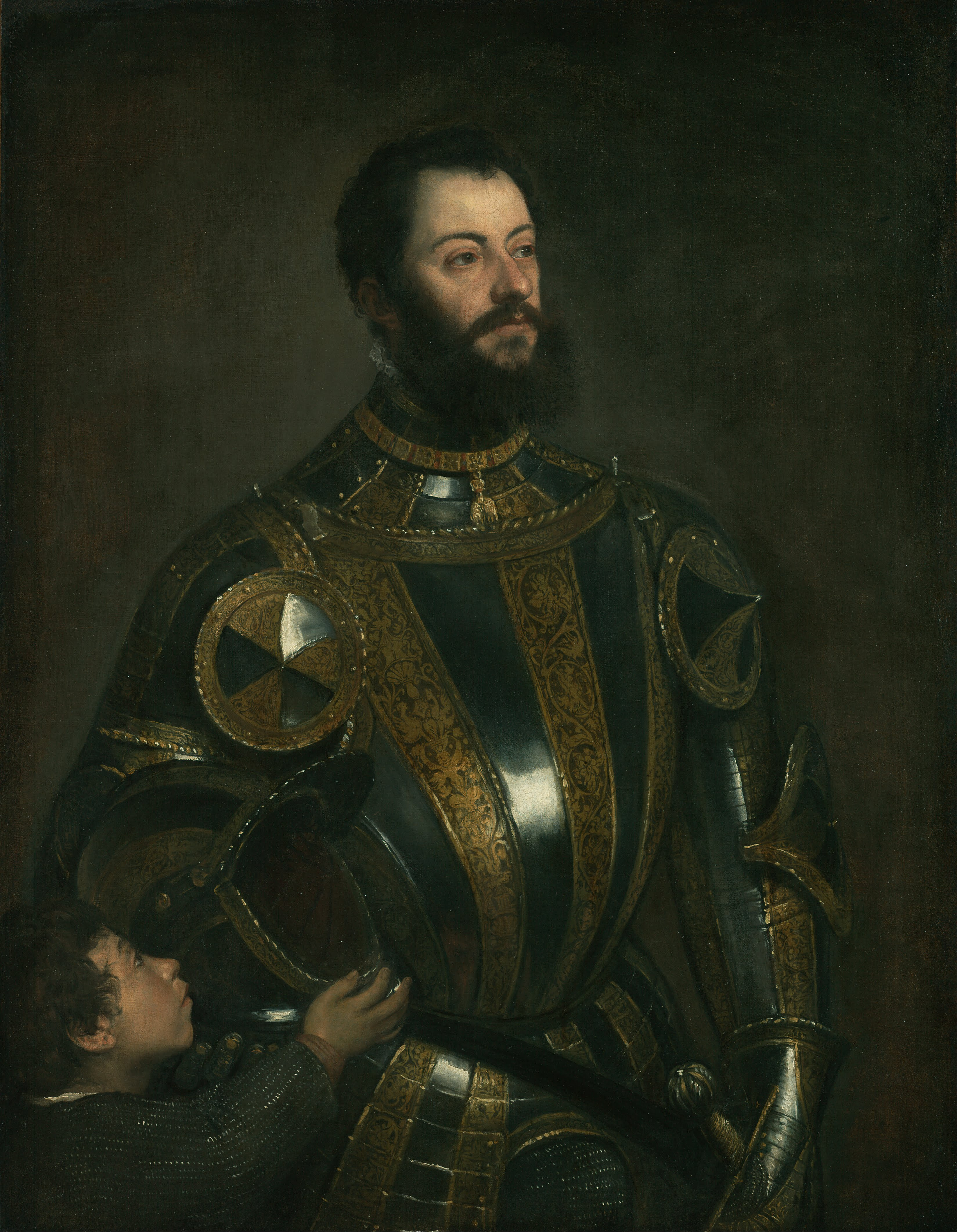
Portret van Alfonso d'Avalos door Titiaan, ca. 1533.

## Invasie van Frankrijk
Op 31 december 1543 sloten Hendrik VIII en Karel V een verdrag waarin ze afspraken persoonlijk Frankrijk binnen te vallen op 20 juni 1544. Beide partijen brachten een leger bij elkaar van 35000 infanterie en 7000 manschappen cavalerie voor de onderneming. Tegen dit leger moest Frans 70.000 manschappen verzamelen uit zijn diverse legers. De campagne kon niet starten totdat Hendrik en Karel hun onderlinge geschillen aangaande Schotland en de Duitse vorsten hadden opgelost. Op 15 mei werd Hendrik door Edward Seymour geïnformeerd dat na de invallen Schotland geen bedreiging meer zou vormen. Na dit bericht begon hij met de voorbereiding van zijn invasie van Frankrijk tegen het advies in van zijn raadgevers alsmede de keizer die geloofden dat de aanwezigheid van Hendriks leger belemmeringen zouden vormen. Karel V had inmiddels een overeenkomst bereikt met de Duitse vorsten tijdens de Rijksdag van Spiers. De keurvorsten van Saksen en Brandenburg hadden beloofd Karel bij te staan bij de invasie van Frankrijk.
In mei 1544 stonden twee keizerlijke legers klaar om Frankrijk binnen te vallen. Het eerste leger stond onder het bevel van Ferrante Gonzaga, onderkoning van Sicilië, in het noorden van Luxemburg, het tweede leger stond onder persoonlijk bevel van de keizer zelf in de Palts. Karel had een leger op de been gebracht van meer dan 42.000 manschappen voor de invasie en stuurde nog 4.000 man naar Hendrik om het Engelse leger te versterken. Op 25 mei veroverde Gonzaga Luxemburg en bewoog in de richting van Commercy en Ligny. Ondertussen werd de boodschap verspreid dat de keizer van het Heilige Roomse Rijk gekomen was om de tiran te verdrijven die samenspande met de Turken. Op 8 juli van dat jaar sloeg Gonzaga het beleg voor de poorten van Saint-Dizier. Karel was met zijn leger onderweg om hem te vergezellen.
Gelijkertijd had Hendrik een leger van 40.000 man naar Calais gestuurd onder bevel van de hertog van Norfolk en de hertog van Suffolk. Terwijl Hendriks meningsverschil met de keizer doorging over de doelen waar ze zich op moesten richten en zijn eigen aanwezigheid in Frankrijk verplaatste het massale leger langzaam en zonder doel dieper het Franse land in. Uiteindelijk besloot Hendrik dat het leger opgesplitst moest worden. De hertog van Norfolk kreeg de opdracht om Montreuil of Ardres te veroveren.
De hertog trok richting Montreuil maar bleek niet in staat te zijn een effectief beleg te slaan en beklaagde zich over de slechte aanvoer van goederen en de gebrekkige organisatie. De hertog van Suffolk kreeg het bevel om Boulogne te veroveren. Op 14 juli stak Hendrik zelf het kanaal over naar Calais en voegde zich bij Suffolk. De belegering van Boulogne begon op 19 juli ondanks protesten van de keizer die er op stond dat Hendrik door zou stoten naar Parijs.

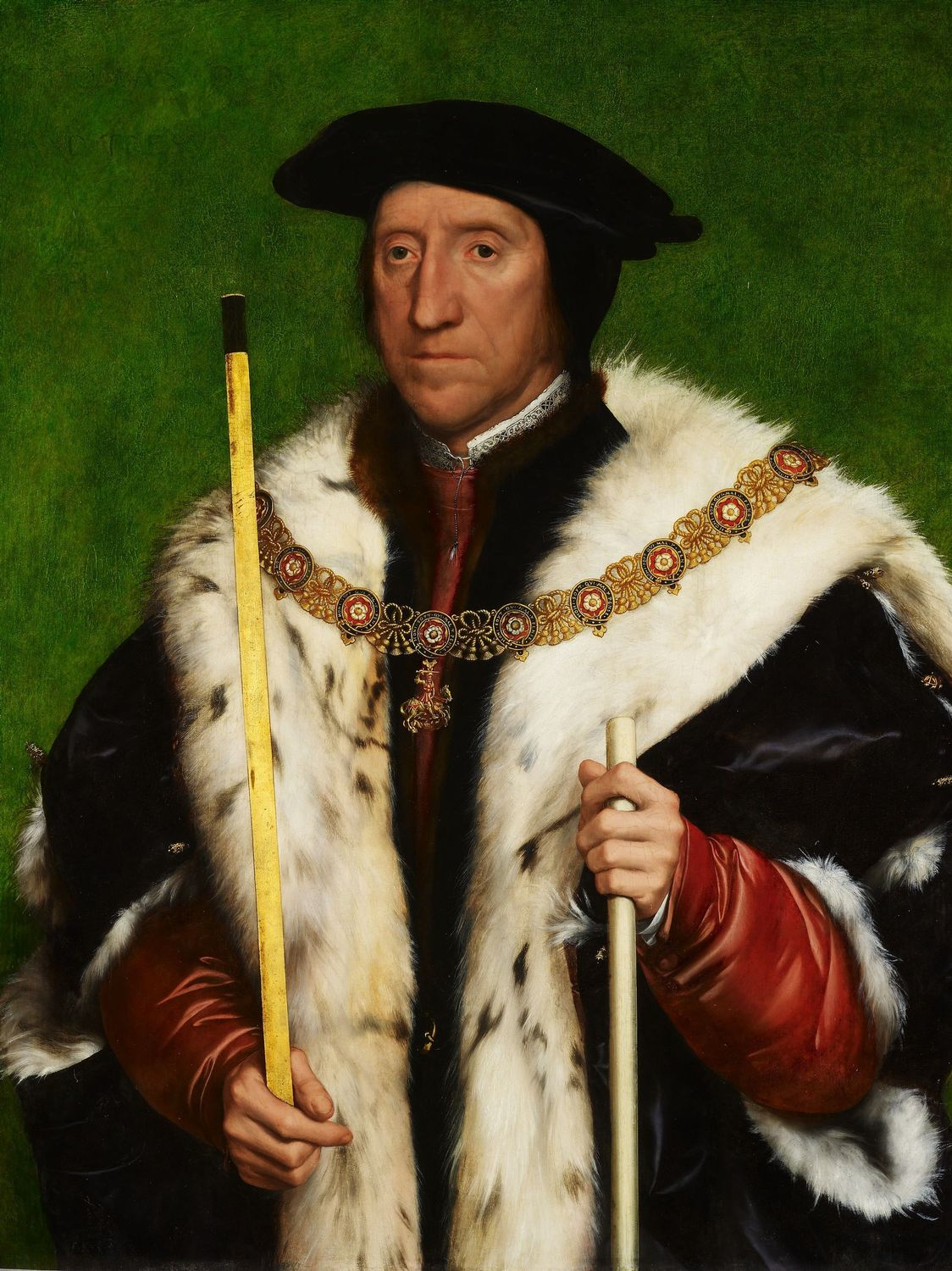
Thomas Howard, hertog van Norfolk, door Hans Holbein de Jonge

Karel zelf ondervond ook problemen, zijn leger had Saint-Dizier nog niet bereikt. De stad was versterkt door Girolamo Marini en werd verdedigd door Lodewijk IV de Bueil, Graaf van Sancerre, deze lukte het om de keizerlijke troepen buiten te houden. Op 24 juli veroverde Karel Vitry-le-Francios van waaruit de Fransen de bevoorrading van Karels leger hadden verstoord. Uiteindelijk op 8 augustus raakten de verdedigers van Saint-Dizier door hun voorraden heen en begonnen de onderhandelingen. Op 17 augustus gaven de Fransen zich over maar de keizer stond toe dat ze met geheven banieren de stad mochten verlaten. Het langdurige verzet van 41 dagen bij Saint-Dizier had het offensief tot stilstand gebracht. Sommige adviseurs van Karel stelden voor om terug te trekken maar Karel wilde geen gezichtsverlies lijden en trok op naar Châlon. Onderweg kreeg het leger te maken met het oprukkende Franse leger bij de rivier de Marne dat het leger opwachtte bij Jâlons. De keizerlijke troepen trokken snel op door de Champagne en veroverden Épernay, Châtilon-sur-Marne, Château-Thierry en Soissons.
De Fransen maakten geen plannen om Karel te stoppen. De troepen van Jacques de Montgomery, heer van Lorges plunderde Lagny-sur-Marne die naar verluidt rebelleerde. In Parijs brak er paniek uit hoewel Frans garandeerde dat de bevolking niets te vrezen had. Karel trok uiteindelijk terug op 11 september. 
Hendrik leidde ondertussen persoonlijk het beleg van Boulogne en de stad viel in het begin van september in Engelse handen. Op 11 september werd een bres in de kasteelmuur geslagen waarna de verdedigers zich een paar dagen later overgaven.

## Verdrag van Crépy
Karel had geldproblemen en had te maken met de aanhoudende godsdienstige problemen in Duitsland en vroeg aan Hendrik om door te gaan met zijn invasie van Frankrijk want anders zou Karel op zoek gaan naar vrede. Tegen de tijd dat Hendrik de brief van Karel ontving had Karel al een verdrag gesloten met Frans I, de Vrede van Crépy, die was ondertekend door vertegenwoordigers van de vorsten op 18 september 1544. De vrede was tot stand gekomen door de zus van de keizer, koningin Eleonora, vrouw van Frans I. Volgens het verdrag zouden zowel Frans als Karel afstand doen van hun claims en zou de status quo van 1538 hersteld worden. Karel zou afstand doen van zijn aanspraak op het hertogdom Bourgondië en Frans zou hetzelfde doen bij het koninkrijk Napels als zijn soevereiniteit over de graafschappen Vlaanderen en Artesië. De zoon van Frans, de hertog van Orléans zou of met de dochter van de keizer, Maria of met zijn nicht Anna trouwen. Karel zou deze keuze mogen maken. Bij een huwelijk met Maria zouden zij de Nederlanden en het vrijgraafschap Bourgondië erven, in het geval van een huwelijk met Anna zouden zij het hertogdom Milaan erven. Frans zou de hertogdommen Bourbon, Châtellerault en Angoulême aan zijn zoon toekennen en zou zijn aanspraken op het hertogdom Savoye inclusief Piëmont laten vallen. Als laatste zou Frans Karel bijstaan bij zijn oorlog tegen de Ottomanen maar niet officieel. Ook zou Frans strijden tegen de ketterij in zijn eigen domeinen. Een tweede geheim akkoord was ook getekend, volgens dit akkoord zou Frans helpen om samen met Karel de kerk te hervormen door een algemene raad en het protestantisme te onderdrukken, desnoods met geweld.
Het verdrag werd door zowel de dauphin niet goed ontvangen die vond dat zijn jongere broer te veel werd bevoordeeld ten opzichte van hem als Hendrik VIII die zich door Karel verraden voelde en door de Sultan. Frans kwam sommige afspraken na maar door de dood van de hertog van Orléans in 1545 zorgde ervoor dat het verdrag geen zin meer had.

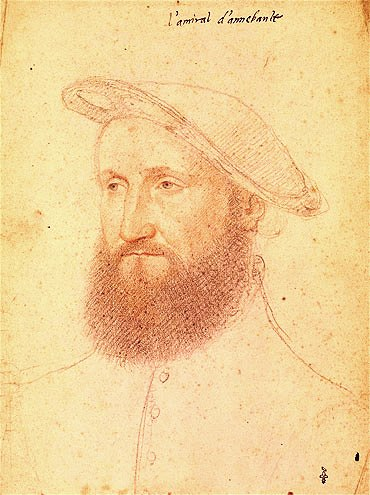
Portret van Claude d'Annebault (circa 1535)

## Boulogne en Engeland
Het conflict tussen de erfvijanden Frans en Hendrik duurde voort. Het leger van de dauphin richtte zich op Montreuil om Norfolk te dwingen het beleg op te geven. Hendrik zelf keerde eind september 1544 terug naar Engeland en gaf de hertog van Norfolk en de hertog van Suffolk de opdracht om het pas veroverde Boulogne te verdedigen. De twee hertogen negeerden dit bevel al snel en trokken het grootste deel van het leger terug naar Calais en lieten zo'n 4000 man achter om de veroverde stad te verdedigen. Het verzwakte Engelse leger zat nu klem in Calais. De Dauphin liet ze ongemoeid en legde de focus op de herovering van Boulogne. Op 9 oktober leidde een Franse aanval bijna tot de val van de stad maar deze werd afgeslagen doordat de Franse soldaten overgingen op plunderingen. De vredesbesprekingen in Calais liepen op niets uit, Hendrik was geenszins van plan Boulogne terug te geven en eiste dat Frans zijn steun aan Schotland introk. Keizer Karel die benoemd was als bemiddelaar tussen Hendrik en Frans had inmiddels ook zijn eigen conflicten met Hendrik.
Frans bereidde nu plannen voor om Hendrik op de knieën te dwingen en dus een invasie van Engeland. Voor deze onderneming verzamelde Frans een leger van meer dan 30.000 man in Normandië en een vloot van 400 schepen lagen klaar in Le Havre onder het bevel van Claude d'Annebault. Op 31 mei 1545 landde een Frans expeditieleger in Schotland. Begin juli voerden de Engelsen onder het bevel van John Dudley een aanval uit op de Franse vloot maar hadden weinig succes door het slechte weer. Evengoed ondervonden de Fransen veel tegenslag door een reeks van incidenten. Het eerste vlaggenschip van D'Annebault vloog in brand en zijn tweede vlaggenschip liep aan de grond. Uiteindelijk verliet de Franse vloot de haven van Le Havre op 16 juli. De massale Franse vloot betraden de Solent op 19 juli en hadden kort contact met de Engelse vloot maar dit haalde weinig uit. Het schip de Mary Rose zonk bij deze actie per ongeluk. De Fransen voerden een landing uit op het eiland Wight op 21 juli en op Seaford op 25 juli. Beide operaties werden afgebroken en de Franse vloot keerde terug naar Frankrijk om Boulogne te blokkeren. D'Annebault voerde nog een aanval uit maar na een kort gevecht trok hij zich terug naar de thuishaven.

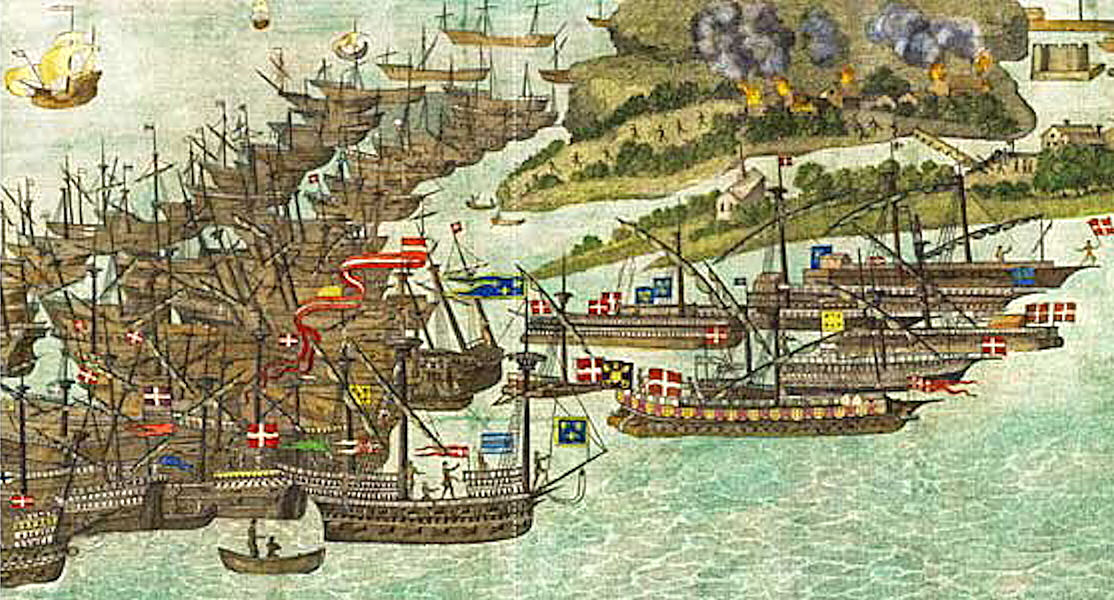
De aanval op het eiland Wight door de Franse vloot (Onbekende artiest 16e eeuw)

## Verdrag van Ardres

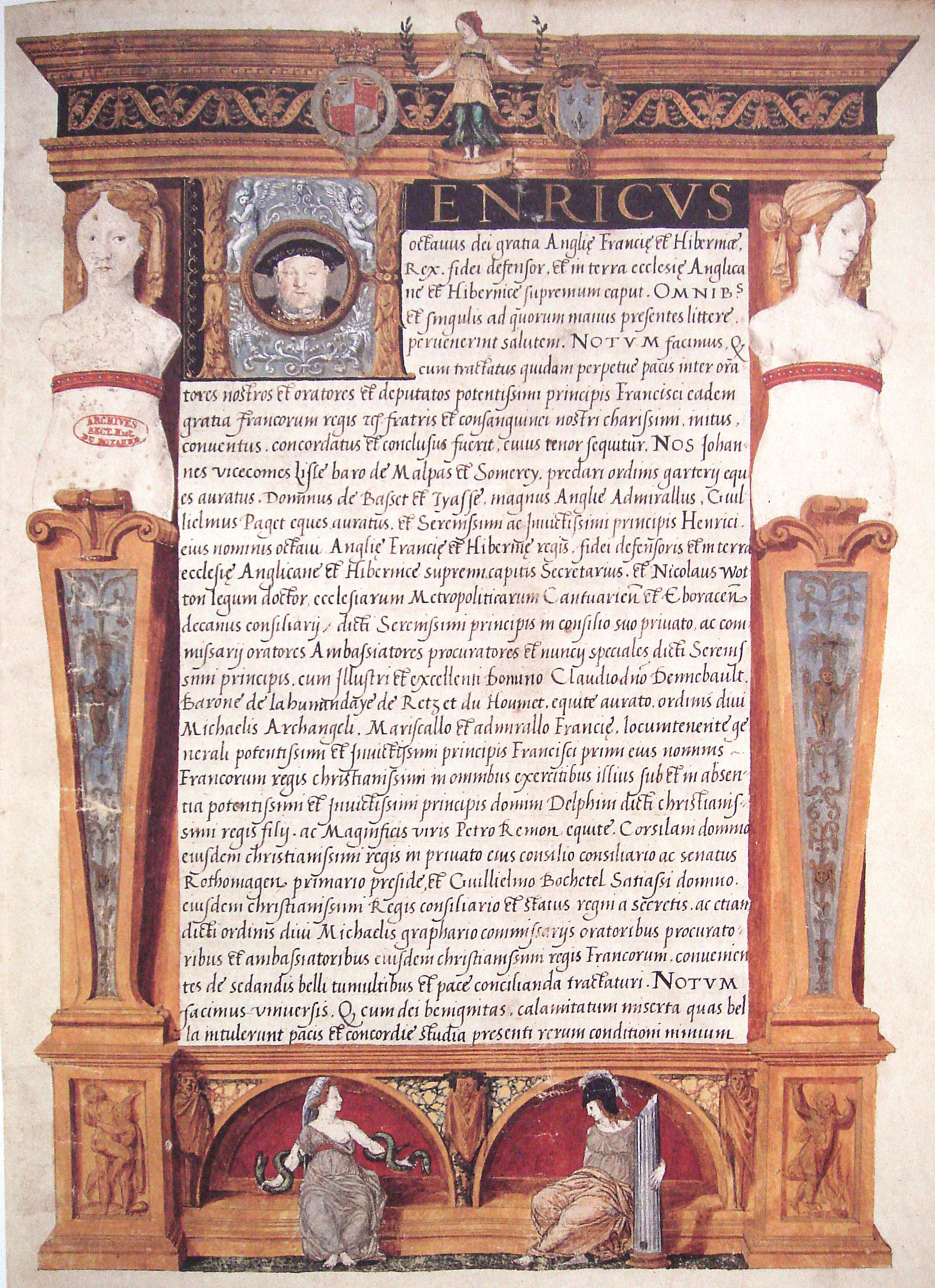
Bekendmaking van het Verdrag van Ardres door Hendrik VIII (1546)

In september 1545 bereikte een impasse, beide partijen zaten in geldproblemen en hadden een tekort aan manschappen. Hendrik, Frans en Karel startten met diplomatieke acties maar doordat het vertrouwen onderling laag was kwam hier geen vooruitgang in. 
In januari 1546 stuurde Hendrik de graaf van Hertford naar Calais om een nieuw offensief voor te bereiden maar deze lukte het niet om dit van de grond te krijgen.
Frans I kon het zich niet veroorloven om de oorlog op grote schaal te herstarten en Hendrik was er alles aan gelegen om Boulogne te behouden. Op 6 mei werden de onderhandelingen tussen Frankrijk en Engeland hervat. Op 7 juni 1546 werd het Verdrag van Ardres, ook bekend als het Verdrag van Camp, ondertekend door Claude d'Annebault, Pierre Ramon en Willem Bochetel in naam van Frans I van Frankrijk en door de burggraaf van Lisle, baron Paget en Nicolaas Wotton namens Hendrik VIII van Engeland. 
De voorwaarden van het verdrag regelden dat Hendrik Boulogne kon behouden, hij zou het in 1554 teruggeven in ruil voor 2 miljoen ecus en geen van de partijen zou het gebied versterken met forten. Frans zou zijn betalingsverplichtingen aan Hendrik voldoen.

## Nasleep

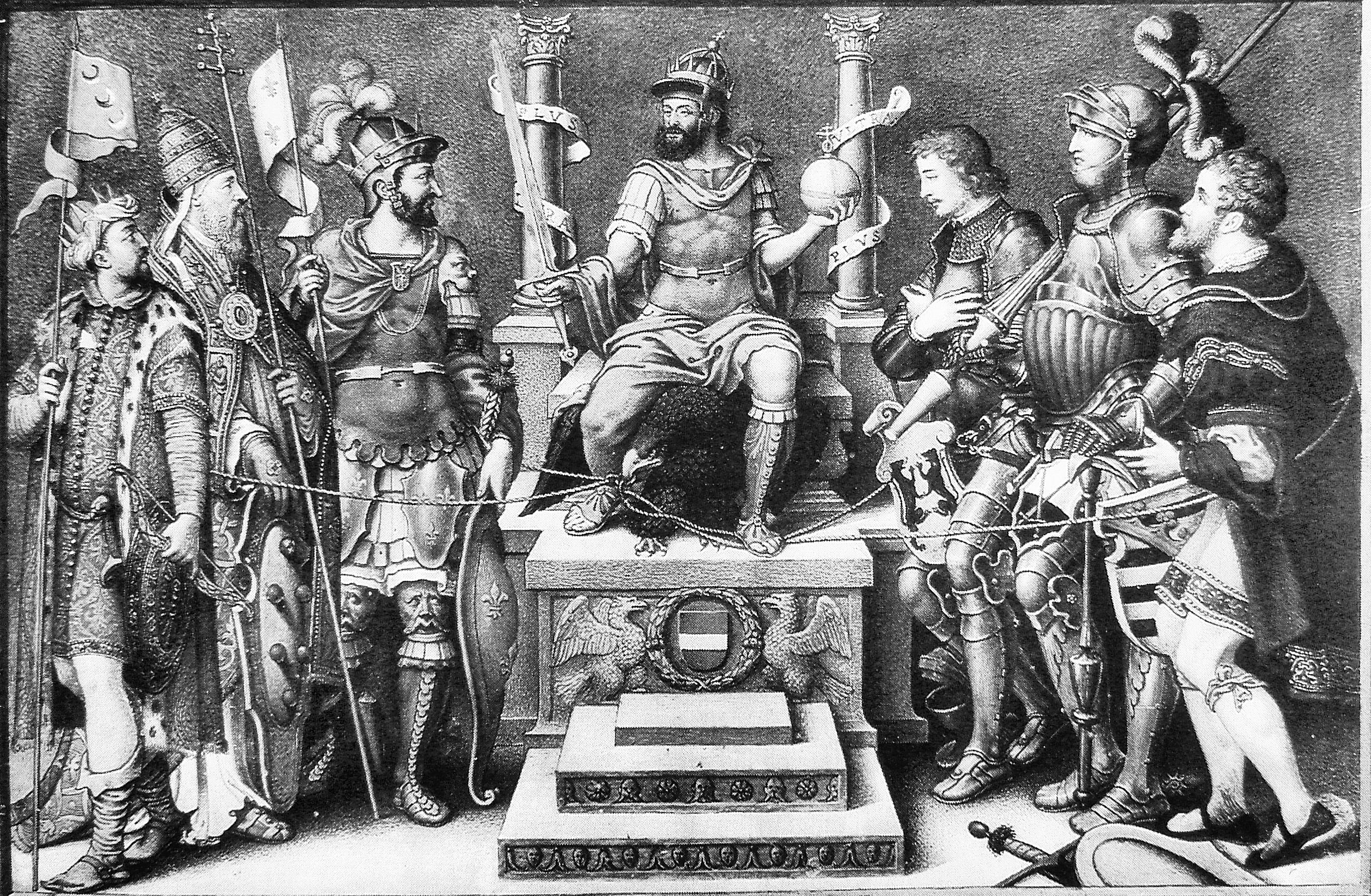
Karel V, troont uit boven zijn verslagen vijanden (Giulio Clovio, 16e eeuw).

De torenhoge kosten, de oorlog was de duurste tijdens de regering van zowel Frans I als die van Hendrik VIII. In Engeland leidde de oorlog tot verschillende verhogingen van de belastingen alsmede enorme inflatie. Frans hief ook verschillende nieuwe belastingen en hervormde het financiële stelsel. Hierdoor was hij niet in staat om de Duitse protestantse vorsten bij te staan in de Schmalkaldische Oorlog tegen keizer Karel. Tegen de tijd dat er Franse hulp onderweg was had Karel V de slag bij Mühlberg al gewonnen. Ook kon hij om dezelfde reden de Ottomaanse sultan niet bijstaan in zijn strijd tegen Karel V.
Hendrik VIII overleed op 28 januari 1547 en op 31 maart overleed ook Frans I. De opvolgers van Hendrik vervolgden de strijd in Schotland. Toen in 1548 een nieuw conflict met Schotland tot nieuwe vijandelijkheden romd Boulogne gaven de Engelsen Boulogne vier jaar eerder terug om een tweefrontenoorlog te voorkomen. De oorspronkelijke oorzaken van de oorlog bleven onopgelost en leidden tot de Italiaanse Oorlog van 1551-1559.

## Voetnoten
1. ↑  Geoffrey Parker, Emperor. A New Life of Charles V, 2019, p. 278-280
2. ↑  Geoffrey Parker, Emperor. A New Life of Charles V, 2019, p. 281

Italiaanse Oorlog (1494-1498) · Italiaanse Oorlog (1499-1504) · Oorlog van de Liga van Kamerijk (1508-1516) · Oorlog van Urbino (1517) · Italiaanse Oorlog (1521-1526) · Oorlog van de Liga van Cognac (1526-1536) · Italiaanse Oorlog (1535-1538) · Italiaanse Oorlog (1542-1546) · Italiaanse Oorlog (1551-1559)